# Önkormányzati választások Balassagyarmaton

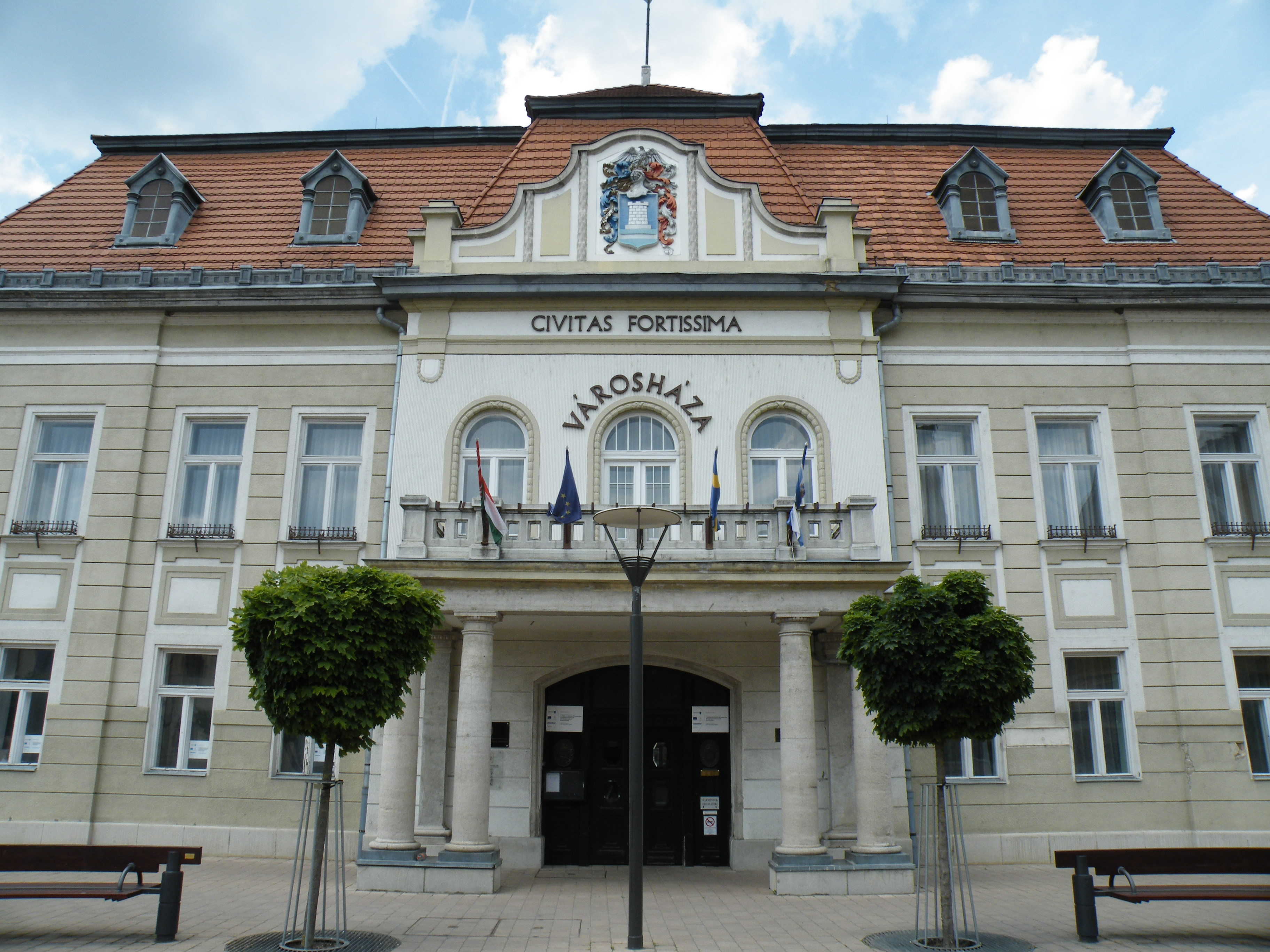
A balassagyarmati városháza

1990 óta hét alkalommal rendeztek önkormányzati választást Balassagyarmaton. A választások során eddig négy polgármester nyerte el a választók többségének bizalmát.

## 1990
Az 1990. évi önkormányzati választás első fordulóját szeptember 30-án tartották, azonban az alacsony részvétel miatt Balassagyarmaton és hat további Nógrád megyei településen érvénytelen lett a szavazás. Az érvénytelenség miatt a választás az október 14-én megrendezett második fordulóban dőlt el. Ebben a fordulóban a 13 855 választásra jogosult 32,33%-a, azaz 4478-an adták le szavazatukat.
Balassagyarmat első szabadon választott képviselő-testületének alakuló ülésére október 24-én került sor, és ekkor választották meg Dr. Németh Györgyöt a város polgármesterének.

### Képviselőtestület-választás
|          |           |           |           |
| Párt     | Párt      | Képviselő | Képviselő |
|          | Fidesz    | 5         | 26,3%     |
|          | SZDSZ     | 4         | 21,0%     |
|          | KDNP      | 3         | 15,8%     |
|          | MSZP      | 1         | 5,3%      |
|          | MDF       | 1         | 5,3%      |
|          | független | 5         | 26,3%     |
| Összesen | Összesen  | 19        |           |

| EVK       | 01               | 02                | 03          | 04            | 05              |
| --------- | ---------------- | ----------------- | ----------- | ------------- | --------------- |
| Képviselő | Dr. Rózsa György | Dr. Németh György | Tóth Tibor  | Szabó Endre   | Jónás György    |
| Szervezet |                  |                   |             |               |                 |
| független | SZDSZ–Fidesz     | Fidesz            | SZDSZ       | független     |                 |
|           |                  |                   |             |               |                 |
| EVK       | 06               | 07                | 08          | 09            | 10              |
| Képviselő | Filip Pál        | Tőzsér Zsolt      | Ember Csaba | Medvácz Lajos | Dr. Kren Károly |
| Szervezet |                  |                   |             |               |                 |
| független | KDNP             | független         | Fidesz      | független     |                 |

| Szervezet | Szervezet | Képviselő       |
| --------- | --------- | --------------- |
|           | Fidesz    | Máthé Károly    |
|           | Fidesz    | Janák Mária     |
|           | Fidesz    | Vadkerty Róbert |
|           | SZDSZ     | Pénzes Géza     |
|           | SZDSZ     | Dr. Kiss Tamás  |
|           | KDNP      | Vaszari András  |
|           | KDNP      | Gyürky János    |
|           | MSZP      | Dr. Oppe Emil   |
|           | MDF       | Soós Géza       |

### Polgármester-választás
| Jelölt                                                        | Szervezet        | Szervezet    | Szavazat | Szavazat |
| ------------------------------------------------------------- | ---------------- | ------------ | -------- | -------- |
| Dr. Németh György                                             |                  | SZDSZ–Fidesz | 14       | 73,7%    |
| Dr. Rózsa György                                              |                  | független    | 5        | 26,3%    |
| Összesen                                                      | Összesen         | Összesen     | 19       |          |
| \| Dr. Németh György \| \| \| \| \| \| \| Dr. Rózsa György \| |                  |              |          |          |
| Dr. Németh György                                             |                  |              |          |          |
|                                                               |                  |              |          |          |
|                                                               | Dr. Rózsa György |              |          |          |

## 1994

### Képviselőtestület-választás
|          |                      |           |           |
| Párt     | Párt                 | Képviselő | Képviselő |
|          | Fidesz–FKgP–KDNP–MDF | 7         | 41,2%     |
|          | MSZP                 | 3         | 17,6%     |
|          | SZDSZ                | 3         | 17,6%     |
|          | MIÉP                 | 1         | 5,9%      |
|          | Zöld Alternatíva     | 1         | 5,9%      |
|          | független            | 2         | 11,8%     |
| Összesen | Összesen             | 17        |           |

| EVK                   | 01                               | 02                    | 03                    | 04                    | 05                |
| --------------------- | -------------------------------- | --------------------- | --------------------- | --------------------- | ----------------- |
| Képviselő             | Dobosné Dr. Faragó Gyöngyi Ágnes | Majdán Béla           | Dr. Horváth Márta     | Dr. Solti Miklós      | Dr. Csekey László |
| Szervezet             |                                  |                       |                       |                       |                   |
| SZDSZ                 | SZDSZ                            | Fidesz–FKgP– KDNP–MDF | Fidesz–FKgP– KDNP–MDF | Fidesz–FKgP– KDNP–MDF |                   |
|                       |                                  |                       |                       |                       |                   |
| EVK                   | 06                               | 07                    | 08                    | 09                    | 10                |
| Képviselő             | Medvácz Lajos                    | Ember Csaba           | Pulay László          | Telek Zoltán          | Cseman Pál        |
| Szervezet             |                                  |                       |                       |                       |                   |
| Fidesz–FKgP– KDNP–MDF | független                        | FKgP–KDNP– MDF        | független             | Fidesz–FKgP– KDNP–MDF |                   |

| Szervezet | Szervezet            | Képviselő               |
| --------- | -------------------- | ----------------------- |
|           | MSZP                 | Zsidai László           |
|           | MSZP                 | Látkóczki Bálint        |
|           | MSZP                 | Győri János             |
|           | Fidesz–FKgP–KDNP–MDF | Tőzsér Zsolt            |
|           | SZDSZ                | Dr. Németh György Lajos |
|           | MIÉP                 | Soós Géza               |
|           | Zöld Alternatíva     | Nagy Imre               |

### Polgármester-választás
| Juhász Péter | Juhász Péter  | Németh Gy.    | Németh Gy.  | D.L.        |
|              |               |               |             |             |
|              | Zsidai László | Zsidai László | Tományi Cs. | Tományi Cs. |

| \| Polgármester-választás \| Polgármester-választás \| Polgármester-választás \| Polgármester-választás \| Polgármester-választás \| \| ----------------------- \| ----------------------- \| ---------------------- \| ---------------------- \| ---------------------- \| \| Jelöltek \| \| \| szavazat \| \| \| Juhász Péter \| Juhász Péter \| \| 1791 \| 1791 \| \| Zsidai László \| Zsidai László \| \| 1395 \| 1395 \| \| Dr. Németh György Lajos \| Dr. Németh György Lajos \| \| 984 \| 984 \| \| Dr. Tományi Csaba \| Dr. Tományi Csaba \| \| 853 \| 853 \| \| Deák László \| Deák László \| \| 244 \| 244 \| \| \| \| \| \| \| |                         |  |          |      |
| Polgármester-választás |                         |  |          |      |
| Jelöltek |                         |  | szavazat |      |
| Juhász Péter | Juhász Péter            |  | 1791     | 1791 |
| Zsidai László | Zsidai László           |  | 1395     | 1395 |
| Dr. Németh György Lajos | Dr. Németh György Lajos |  | 984      | 984  |
| Dr. Tományi Csaba | Dr. Tományi Csaba       |  | 853      | 853  |
| Deák László | Deák László             |  | 244      | 244  |
| |                         |  |          |      |

| Polgármester-választás  | Polgármester-választás  | Polgármester-választás | Polgármester-választás | Polgármester-választás |
| ----------------------- | ----------------------- | ---------------------- | ---------------------- | ---------------------- |
| Jelöltek                |                         |                        | szavazat               |                        |
| Juhász Péter            | Juhász Péter            |                        | 1791                   | 1791                   |
| Zsidai László           | Zsidai László           |                        | 1395                   | 1395                   |
| Dr. Németh György Lajos | Dr. Németh György Lajos |                        | 984                    | 984                    |
| Dr. Tományi Csaba       | Dr. Tományi Csaba       |                        | 853                    | 853                    |
| Deák László             | Deák László             |                        | 244                    | 244                    |
|                         |                         |                        |                        |                        |

## 1998

### Képviselőtestület-választás
|          |                      |           |           |
| Párt     | Párt                 | Képviselő | Képviselő |
|          | Fidesz–FKgP–MDF–KDNP | 8         | 47,1%     |
|          | MSZP                 | 3         | 17,6%     |
|          | SZDSZ                | 2         | 11,8%     |
|          | MKDSZ                | 1         | 5,9%      |
|          | Zöld Alternatíva     | 1         | 5,9%      |
|          | független            | 2         | 11,8%     |
| Összesen | Összesen             | 17        |           |

| EVK                   | 01                    | 02                    | 03           | 04                    | 05                |
| --------------------- | --------------------- | --------------------- | ------------ | --------------------- | ----------------- |
| Képviselő             | Bacsa Béla            | Majdán Béla           | Gáspár Imre  | Dr. Czelenk Ferenc    | Dr. Csekey László |
| Szervezet             |                       |                       |              |                       |                   |
| Fidesz–FKgP– MDF–KDNP | SZDSZ                 | MSZP                  | független    | Fidesz–FKgP– MDF–KDNP |                   |
|                       |                       |                       |              |                       |                   |
| EVK                   | 06                    | 07                    | 08           | 09                    | 10                |
| Képviselő             | Medvácz Lajos Ferenc  | Herczeg Hajnalka      | Pulay László | Siket Béla            | Cseman Pál        |
| Szervezet             |                       |                       |              |                       |                   |
| Fidesz–FKgP– MDF–KDNP | Fidesz–FKgP– MDF–KDNP | Fidesz–FKgP– MDF–KDNP | független    | Fidesz–FKgP– MDF–KDNP |                   |

| Szervezet | Szervezet            | Képviselő           |
| --------- | -------------------- | ------------------- |
|           | Fidesz–FKgP–MDF–KDNP | Csach Gábor Lóránt  |
|           | Fidesz–FKgP–MDF–KDNP | Osztroluczki Mihály |
|           | MSZP                 | Látkóczki Bálint    |
|           | MSZP                 | Urbán Árpád         |
|           | SZDSZ                | Smitnya Sándor      |
|           | MKDSZ                | Kovács Gábor        |
|           | Zöld Alternatíva     | Láng Mihály         |

### Polgármester-választás
| Juhász Péter | Juhász Péter | Dr. Tományi Cs. | Dr. Tományi Cs. | K.M.      | K.M. | R.Gy. |
|              |              |                 |                 |           |      |       |
|              | Urbán Árpád  | Urbán Árpád     | Ember Cs.       | Ember Cs. | S.M. | S.M.  |

| \| Polgármester-választás \| Polgármester-választás \| Polgármester-választás \| Polgármester-választás \| Polgármester-választás \| \| -------------------------- \| -------------------------- \| ---------------------- \| ---------------------- \| ---------------------- \| \| Jelöltek \| \| \| szavazat \| \| \| Juhász Péter \| Juhász Péter \| \| 1813 \| 1813 \| \| Urbán Árpád \| Urbán Árpád \| \| 1799 \| 1799 \| \| Dr. Tományi Csaba \| Dr. Tományi Csaba \| \| 1075 \| 1075 \| \| Ember Csaba \| Ember Csaba \| \| 725 \| 725 \| \| Dr. Kenessey Miklós Kálmán \| Dr. Kenessey Miklós Kálmán \| \| 576 \| 576 \| \| Dr. Solti Miklós Sándor \| Dr. Solti Miklós Sándor \| \| 385 \| 385 \| \| Dr. Rózsa György Imre \| Dr. Rózsa György Imre \| \| 110 \| 110 \| \| \| \| \| \| \| |                            |  |          |      |
| Polgármester-választás |                            |  |          |      |
| Jelöltek |                            |  | szavazat |      |
| Juhász Péter | Juhász Péter               |  | 1813     | 1813 |
| Urbán Árpád | Urbán Árpád                |  | 1799     | 1799 |
| Dr. Tományi Csaba | Dr. Tományi Csaba          |  | 1075     | 1075 |
| Ember Csaba | Ember Csaba                |  | 725      | 725  |
| Dr. Kenessey Miklós Kálmán | Dr. Kenessey Miklós Kálmán |  | 576      | 576  |
| Dr. Solti Miklós Sándor | Dr. Solti Miklós Sándor    |  | 385      | 385  |
| Dr. Rózsa György Imre | Dr. Rózsa György Imre      |  | 110      | 110  |
| |                            |  |          |      |

| Polgármester-választás     | Polgármester-választás     | Polgármester-választás | Polgármester-választás | Polgármester-választás |
| -------------------------- | -------------------------- | ---------------------- | ---------------------- | ---------------------- |
| Jelöltek                   |                            |                        | szavazat               |                        |
| Juhász Péter               | Juhász Péter               |                        | 1813                   | 1813                   |
| Urbán Árpád                | Urbán Árpád                |                        | 1799                   | 1799                   |
| Dr. Tományi Csaba          | Dr. Tományi Csaba          |                        | 1075                   | 1075                   |
| Ember Csaba                | Ember Csaba                |                        | 725                    | 725                    |
| Dr. Kenessey Miklós Kálmán | Dr. Kenessey Miklós Kálmán |                        | 576                    | 576                    |
| Dr. Solti Miklós Sándor    | Dr. Solti Miklós Sándor    |                        | 385                    | 385                    |
| Dr. Rózsa György Imre      | Dr. Rózsa György Imre      |                        | 110                    | 110                    |
|                            |                            |                        |                        |                        |

## 2002

### Képviselőtestület-választás
|          |            |           |           |
| Párt     | Párt       | Képviselő | Képviselő |
|          | MSZP–MSZDP | 9         | 52,9%     |
|          | Fidesz–MDF | 6         | 35,3%     |
|          | SZDSZ      | 2         | 11,8%     |
| Összesen | Összesen   | 17        |           |

| EVK        | 01                     | 02                        | 03                | 04         | 05            |
| ---------- | ---------------------- | ------------------------- | ----------------- | ---------- | ------------- |
| Képviselő  | Paulusz Miklós         | Dr. Frankfurter Zsuzsanna | Gáspár Imre       | Demus Iván | Dr. Tiba Imre |
| Szervezet  |                        |                           |                   |            |               |
| MSZP–MSZDP | MSZP–MSZDP– Munkáspárt | MSZP–MSZDP                | MSZP–MSZDP        | MSZP–MSZDP |               |
|            |                        |                           |                   |            |               |
| EVK        | 06                     | 07                        | 08                | 09         | 10            |
| Képviselő  | Kaszab Gézáné          | Láng Mihály               | Dr. Bacskó József | Siket Béla | Cseman Pál    |
| Szervezet  |                        |                           |                   |            |               |
| MSZP–MSZDP | MSZP–MSZDP             | MSZP–MSZDP                | Fidesz–MDF        | Fidesz–MDF |               |

| Szervezet | Szervezet  | Képviselő            |
| --------- | ---------- | -------------------- |
|           | Fidesz–MDF | Csach Gábor Lóránt   |
|           | Fidesz–MDF | Herczeg Hajnalka     |
|           | Fidesz–MDF | Ibrányi Ferenc Vince |
|           | Fidesz–MDF | Tőzsér Zsolt         |
|           | SZDSZ      | Smitnya Sándor       |
|           | SZDSZ      | Vida Attila          |
|           | MSZP–MSZDP | Látkóczki Bálint     |

### Polgármester-választás
| Lombos István Pál | Lombos István Pál | S. S.        | S. S. |
|                   |                   |              |       |
|                   | Juhász Péter      | Juhász Péter | B.T.  |

| \| Polgármester-választás \| Polgármester-választás \| Polgármester-választás \| Polgármester-választás \| Polgármester-választás \| \| ---------------------- \| ---------------------- \| ---------------------- \| ---------------------- \| ---------------------- \| \| Jelöltek \| \| \| szavazat \| \| \| Lombos István Pál \| Lombos István Pál \| \| 3834 \| 3834 \| \| Juhász Péter \| Juhász Péter \| \| 2812 \| 2812 \| \| Smitnya Sándor \| Smitnya Sándor \| \| 494 \| 494 \| \| Babcsán Tibor András \| Babcsán Tibor András \| \| 173 \| 173 \| \| \| \| \| \| \| |                      |  |          |      |
| Polgármester-választás |                      |  |          |      |
| Jelöltek |                      |  | szavazat |      |
| Lombos István Pál | Lombos István Pál    |  | 3834     | 3834 |
| Juhász Péter | Juhász Péter         |  | 2812     | 2812 |
| Smitnya Sándor | Smitnya Sándor       |  | 494      | 494  |
| Babcsán Tibor András | Babcsán Tibor András |  | 173      | 173  |
| |                      |  |          |      |

| Polgármester-választás | Polgármester-választás | Polgármester-választás | Polgármester-választás | Polgármester-választás |
| ---------------------- | ---------------------- | ---------------------- | ---------------------- | ---------------------- |
| Jelöltek               |                        |                        | szavazat               |                        |
| Lombos István Pál      | Lombos István Pál      |                        | 3834                   | 3834                   |
| Juhász Péter           | Juhász Péter           |                        | 2812                   | 2812                   |
| Smitnya Sándor         | Smitnya Sándor         |                        | 494                    | 494                    |
| Babcsán Tibor András   | Babcsán Tibor András   |                        | 173                    | 173                    |
|                        |                        |                        |                        |                        |

## 2006

### Képviselőtestület-választás
|          |                 |           |           |
| Párt     | Párt            | Képviselő | Képviselő |
|          | Fidesz–KDNP–MDF | 9         | 52,9%     |
|          | MSZP–SZDSZ      | 8         | 47,1%     |
| Összesen | Összesen        | 17        |           |

| EVK             | 01                       | 02              | 03              | 04                 | 05           |
| --------------- | ------------------------ | --------------- | --------------- | ------------------ | ------------ |
| Képviselő       | Demus Iván               | Huszár Péter    | Paulusz Miklós  | Zolnyánszki Zsolt  | Pulay László |
| Szervezet       |                          |                 |                 |                    |              |
| MSZP–SZDSZ      | Fidesz–KDNP–MDF          | MSZP–SZDSZ      | Fidesz–KDNP–MDF | Fidesz–KDNP–MDF    |              |
|                 |                          |                 |                 |                    |              |
| EVK             | 06                       | 07              | 08              | 09                 | 10           |
| Képviselő       | Dr. Csekey László Károly | Medvácz Lajos   | Fényes Balázs   | Reznicsek Ferencné | Siket Béla   |
| Szervezet       |                          |                 |                 |                    |              |
| Fidesz–KDNP–MDF | Fidesz–KDNP–MDF          | Fidesz–KDNP–MDF | Fidesz–KDNP–MDF | Fidesz–KDNP–MDF    |              |

| Szervezet | Szervezet       | Képviselő       |
| --------- | --------------- | --------------- |
|           | MSZP–SZDSZ      | Diósi László    |
|           | MSZP–SZDSZ      | Győri János     |
|           | MSZP–SZDSZ      | Kajdy Lászlóné  |
|           | MSZP–SZDSZ      | Smitnya Sándor  |
|           | MSZP–SZDSZ      | Srancsik Tamás  |
|           | MSZP–SZDSZ      | Urbán Réka Edit |
|           | Fidesz–KDNP–MDF | Csach Gábor     |

### Polgármester-választás
| Medvácz Lajos |                |
|               |                |
|               | Lombosi István |

| \| Polgármester-választás \| Polgármester-választás \| Polgármester-választás \| Polgármester-választás \| Polgármester-választás \| \| ---------------------- \| ---------------------- \| ---------------------- \| ---------------------- \| ---------------------- \| \| Jelöltek \| \| \| szavazat \| \| \| Medvácz Lajos \| Medvácz Lajos \| \| 3714 \| 3714 \| \| Lombos István \| Lombos István \| \| 3406 \| 3406 \| \| \| \| \| \| \| |               |  |          |      |
| Polgármester-választás |               |  |          |      |
| Jelöltek |               |  | szavazat |      |
| Medvácz Lajos | Medvácz Lajos |  | 3714     | 3714 |
| Lombos István | Lombos István |  | 3406     | 3406 |
| |               |  |          |      |

| Polgármester-választás | Polgármester-választás | Polgármester-választás | Polgármester-választás | Polgármester-választás |
| ---------------------- | ---------------------- | ---------------------- | ---------------------- | ---------------------- |
| Jelöltek               |                        |                        | szavazat               |                        |
| Medvácz Lajos          | Medvácz Lajos          |                        | 3714                   | 3714                   |
| Lombos István          | Lombos István          |                        | 3406                   | 3406                   |
|                        |                        |                        |                        |                        |

## 2010

### Képviselőtestület-választás
|          |             |           |           |
| Párt     | Párt        | Képviselő | Képviselő |
|          | Fidesz–KDNP | 8         | 72,7%     |
|          | MSZP        | 2         | 18,2%     |
|          | Jobbik      | 1         | 9,1%      |
| Összesen | Összesen    | 11        |           |

| EVK         | 01                       | 02                 | 03                     | 04           |
| ----------- | ------------------------ | ------------------ | ---------------------- | ------------ |
| Képviselő   | Serfőző Bernadett        | Huszár Péter Pál   | Zolnyánszki Zsolt      | Pulay László |
| Szervezet   |                          |                    |                        |              |
| Fidesz–KDNP | Fidesz–KDNP              | Fidesz–KDNP        | Fidesz–KDNP            |              |
|             |                          |                    |                        |              |
| EVK         | 05                       | 06                 | 07                     | 08           |
| Képviselő   | Dr. Csekey László Károly | Csach Gábor Lóránt | Reznicsek Ferenc Pálné | Siket Béla   |
| Szervezet   |                          |                    |                        |              |
| Fidesz–KDNP | Fidesz–KDNP              | Fidesz–KDNP        | Fidesz–KDNP            |              |

| Szervezet | Szervezet | Képviselő           |
| --------- | --------- | ------------------- |
|           | MSZP      | Lombos István Pál   |
|           | MSZP      | Szabó Péter         |
|           | Jobbik    | Fábián Gábor József |

### Polgármester-választás
| Medvácz Lajos Ferenc |                    |
|                      |                    |
|                      | Lombosi István Pál |

| \| Polgármester-választás \| Polgármester-választás \| Polgármester-választás \| Polgármester-választás \| Polgármester-választás \| \| ---------------------- \| ---------------------- \| ---------------------- \| ---------------------- \| ---------------------- \| \| Jelöltek \| \| \| szavazat \| \| \| Medvácz Lajos Ferenc \| Medvácz Lajos Ferenc \| \| 3714 \| 3714 \| \| Lombos István Pál \| Lombos István Pál \| \| 1497 \| 1497 \| \| \| \| \| \| \| |                      |  |          |      |
| Polgármester-választás |                      |  |          |      |
| Jelöltek |                      |  | szavazat |      |
| Medvácz Lajos Ferenc | Medvácz Lajos Ferenc |  | 3714     | 3714 |
| Lombos István Pál | Lombos István Pál    |  | 1497     | 1497 |
| |                      |  |          |      |

| Polgármester-választás | Polgármester-választás | Polgármester-választás | Polgármester-választás | Polgármester-választás |
| ---------------------- | ---------------------- | ---------------------- | ---------------------- | ---------------------- |
| Jelöltek               |                        |                        | szavazat               |                        |
| Medvácz Lajos Ferenc   | Medvácz Lajos Ferenc   |                        | 3714                   | 3714                   |
| Lombos István Pál      | Lombos István Pál      |                        | 1497                   | 1497                   |
|                        |                        |                        |                        |                        |

## 2014

### Képviselőtestület-választás
|          |             |           |           |
| Párt     | Párt        | Képviselő | Képviselő |
|          | Fidesz–KDNP | 8         | 72,7%     |
|          | MSZP        | 1         | 9,1%      |
|          | Jobbik      | 1         | 9,1%      |
|          | DK          | 1         | 9,1%      |
| Összesen | Összesen    | 11        |           |

| EVK         | 01              | 02                 | 03                     | 04           |
| ----------- | --------------- | ------------------ | ---------------------- | ------------ |
| Képviselő   | Orosz Bernadett | Huszár Péter Pál   | Zolnyánszki Zsolt      | Pulay László |
| Szervezet   |                 |                    |                        |              |
| Fidesz–KDNP | Fidesz–KDNP     | Fidesz–KDNP        | Fidesz–KDNP            |              |
|             |                 |                    |                        |              |
| EVK         | 05              | 06                 | 07                     | 08           |
| Képviselő   | Fazekas János   | Csach Gábor Lóránt | Reznicsek Ferenc Pálné | Siket Béla   |
| Szervezet   |                 |                    |                        |              |
| Fidesz–KDNP | Fidesz–KDNP     | Fidesz–KDNP        | Fidesz–KDNP            |              |

| Szervezet | Szervezet | Képviselő         |
| --------- | --------- | ----------------- |
|           | MSZP      | Lombos István Pál |
|           | Jobbik    | Dobrocsi Lénárd   |
|           | DK        | Szedlák Sándor    |

### Polgármester-választás
| Medvácz Lajos Ferenc | Medvácz Lajos Ferenc | Dobrocsi L.       | Dobrocsi L. |
|                      |                      |                   |             |
|                      | Lombos István Pál    | Lombos István Pál | Sz.S.       |

| \| Polgármester-választás \| Polgármester-választás \| Polgármester-választás \| Polgármester-választás \| Polgármester-választás \| \| ---------------------- \| ---------------------- \| ---------------------- \| ---------------------- \| ---------------------- \| \| Jelöltek \| \| \| szavazat \| \| \| Medvácz Lajos Ferenc \| Medvácz Lajos Ferenc \| \| 2686 \| 2686 \| \| Lombos István Pál \| Lombos István Pál \| \| 1066 \| 1066 \| \| Dobrocsi Lénárd \| Dobrocsi Lénárd \| \| 622 \| 622 \| \| Szedlák Sándor \| Szedlák Sándor \| \| 443 \| 443 \| \| \| \| \| \| \| |                      |  |          |      |
| Polgármester-választás |                      |  |          |      |
| Jelöltek |                      |  | szavazat |      |
| Medvácz Lajos Ferenc | Medvácz Lajos Ferenc |  | 2686     | 2686 |
| Lombos István Pál | Lombos István Pál    |  | 1066     | 1066 |
| Dobrocsi Lénárd | Dobrocsi Lénárd      |  | 622      | 622  |
| Szedlák Sándor | Szedlák Sándor       |  | 443      | 443  |
| |                      |  |          |      |

| Polgármester-választás | Polgármester-választás | Polgármester-választás | Polgármester-választás | Polgármester-választás |
| ---------------------- | ---------------------- | ---------------------- | ---------------------- | ---------------------- |
| Jelöltek               |                        |                        | szavazat               |                        |
| Medvácz Lajos Ferenc   | Medvácz Lajos Ferenc   |                        | 2686                   | 2686                   |
| Lombos István Pál      | Lombos István Pál      |                        | 1066                   | 1066                   |
| Dobrocsi Lénárd        | Dobrocsi Lénárd        |                        | 622                    | 622                    |
| Szedlák Sándor         | Szedlák Sándor         |                        | 443                    | 443                    |
|                        |                        |                        |                        |                        |

## 2019

### Képviselőtestület-választás
|          |             |           |           |
| Párt     | Párt        | Képviselő | Képviselő |
|          | Fidesz–KDNP | 6         | 54,6%     |
|          | SZAB        | 5         | 45,4%     |
| Összesen | Összesen    | 11        |           |

| EVK         | 01                | 02               | 03                     | 04                        |
| ----------- | ----------------- | ---------------- | ---------------------- | ------------------------- |
| Képviselő   | Lombos István Pál | Huszár Péter     | Hajnal Sándor Mátyás   | Bárányné Dr. Balázs Mária |
| Szervezet   |                   |                  |                        |                           |
| SZAB        | Fidesz–KDNP       | SZAB             | Fidesz–KDNP            |                           |
|             |                   |                  |                        |                           |
| EVK         | 05                | 06               | 07                     | 08                        |
| Képviselő   | Dr. Szabó Géza    | Münzberg Gusztáv | Reznicsek Ferenc Pálné | Győri János               |
| Szervezet   |                   |                  |                        |                           |
| Fidesz–KDNP | Fidesz–KDNP       | Fidesz–KDNP      | SZAB                   |                           |

| Szervezet | Szervezet   | Képviselő       |
| --------- | ----------- | --------------- |
|           | Fidesz–KDNP | Frankó Viktória |
|           | SZAB        | Gyenes Szilárd  |
|           | SZAB        | Szedlák Sándor  |

### Polgármester-választás
| Jelölt                                                | Szervezet      | Szervezet   | Szavazat | Szavazat |
| ----------------------------------------------------- | -------------- | ----------- | -------- | -------- |
| Csach Gábor                                           |                | Fidesz-KDNP | 2847     | 50,96%   |
| Gyenes Szilárd                                        |                | SZAB        | 2740     | 49,04%   |
|                                                       |                |             | 5587     |          |
| \| Csach Gábor \| \| \| \| \| \| \| Gyenes Szilárd \| |                |             |          |          |
| Csach Gábor                                           |                |             |          |          |
|                                                       |                |             |          |          |
|                                                       | Gyenes Szilárd |             |          |          |

## 2024

### Képviselőtestület-választás
|          |             |           |           |
| Párt     | Párt        | Képviselő | Képviselő |
|          | Fidesz–KDNP | 7         | 63,63%    |
|          | SZAB        | 3         | 27,27%    |
|          | Mi Hazánk   | 1         | 9,10%     |
| Összesen | Összesen    | 11        |           |

| EVK         | 01             | 02               | 03                 | 04                        |
| ----------- | -------------- | ---------------- | ------------------ | ------------------------- |
| Képviselő   | Adamek István  | Huszár Péter     | Frankó Viktória    | Bárányné dr. Balázs Mária |
| Szervezet   |                |                  |                    |                           |
| Fidesz–KDNP | Fidesz–KDNP    | Fidesz–KDNP      | Fidesz–KDNP        |                           |
|             |                |                  |                    |                           |
| EVK         | 05             | 06               | 07                 | 08                        |
| Képviselő   | dr. Szabó Géza | Münzberg Gusztáv | dr. Kasuba Klaudia | Győri János               |
| Szervezet   |                |                  |                    |                           |
| Fidesz–KDNP | Fidesz–KDNP    | Fidesz–KDNP      | SZAB               |                           |

| Szervezet | Szervezet | Képviselő       |
| --------- | --------- | --------------- |
|           | SZAB      | Gyenes Szilárd  |
|           | SZAB      | Borenszki Ervin |
|           | Mi Hazánk | Pulay Gergely   |

### Polgármester-választás
| Jelölt                                                | Szervezet | Szervezet   | Szavazat | Szavazat |
| ----------------------------------------------------- | --------- | ----------- | -------- | -------- |
| Csach Gábor                                           |           | Fidesz–KDNP | 4147     | 61.45%   |
| Gyenes Szilárd                                        |           | SZAB        | 2602     | 35,55%   |
|                                                       |           |             | 6749     |          |
| \| Csach Gábor \| \| \| \| \| \| Gyenes Szilárd \| \| |           |             |          |          |
| Csach Gábor                                           |           |             |          |          |
|                                                       |           |             |          |          |
| Gyenes Szilárd                                        |           |             |          |          |